# Éliane Embrun
Éliane Embrun, née Éliane Branchard, le 28 mars 1923 à Argelès-Gazost en France et décédée le 10 février 2009 à Saint-Mandé, est une chanteuse française qui connut une célébrité internationale dans les années 1950.

## Biographie
Éliane Branchard était la fille de René Marcel Branchard, qui exerçait la profession de mécanicien électricien et de Victorine Dupond. Elle grandit à Argelès-Gazost, chanta dès son plus jeune âge et prit des cours de danse à Tarbes. Elle épouse, le 6 octobre 1939, à Argeles-Gazost, Maurice Jean Bangratz qui exerçait la profession de dessinateur. Au lendemain de la Seconde Guerre mondiale, le couple s'installe à Paris.
Elle prend des cours de chant avec Paulette Vétheuil qui lui écrit la musique de « Au chant des mandolines », le premier disque qu'elle enregistre en 1947. Elle commence à chanter dans des cabarets comme Le Drap d’Or et à participer à des galas en France et en Belgique.
En 1949, Éliane Embrun enregistre « Congo » et « Si j’étais une cigarette », sa chanson fétiche, et remporte le Prix Lucienne Boyer grâce à la chanson « Qu’il était doux », dont le texte avait été écrit par Henri Contet avec qui elle est liée plus de dix ans et qui est le père de sa fille Dominique.Elle enregistre alors accompagnée par les meilleurs orchestres comme celui de Raymond Legrand ou celui d'Albert Lasry. Elle participe alors à des tournées au Liban, en Belgique, au Brésil, en Égypte.
En 1950, elle se produit dans le cadre de la caravane publicitaire du Tour de France, et divorce cette même année. La même année elle participe aussi au film Quai de Grenelle, d'Emil-Edwin Reinert, en réalisant les parties chantées du personnage de « Simone Lamy » qui est joué à l'écran par Françoise Arnoul.
En 1951, elle tient un rôle dans le film « Une fille à croquer » de Raoul André, aux côtés de Maurice Biraud, de Serge Reggiani et de Louise Carletti. La même année elle participe au film Rue des Saussaies, de Ralph Habib, en réalisant les parties chantées du personnage de « Jeanne Masson » qui est joué à l'écran par Anne Vernon.
Pendant les années 1950, elle apparait souvent dans les émissions « Music-Hall Parade » de Gilles Margaritis.
En 1963, elle suspend sa carrière et se retire à Argelès-Gazost afin de se consacrer à sa famille.
En 1990, Éliane Embrun se produit dans l'émission La Chance aux chansons et recommence à donner des galas ou d'animer les soirées des casinos en France et en Belgique.
En 1993, elle enregistre l'album « Douce France ».

## Discographie
- Valse perdue (1947)
- Si j'étais une cigarette (1949)
- Amoureusement (1950)
- Mam'zelle Dimanche (1950)